# 天城 (未成空母)

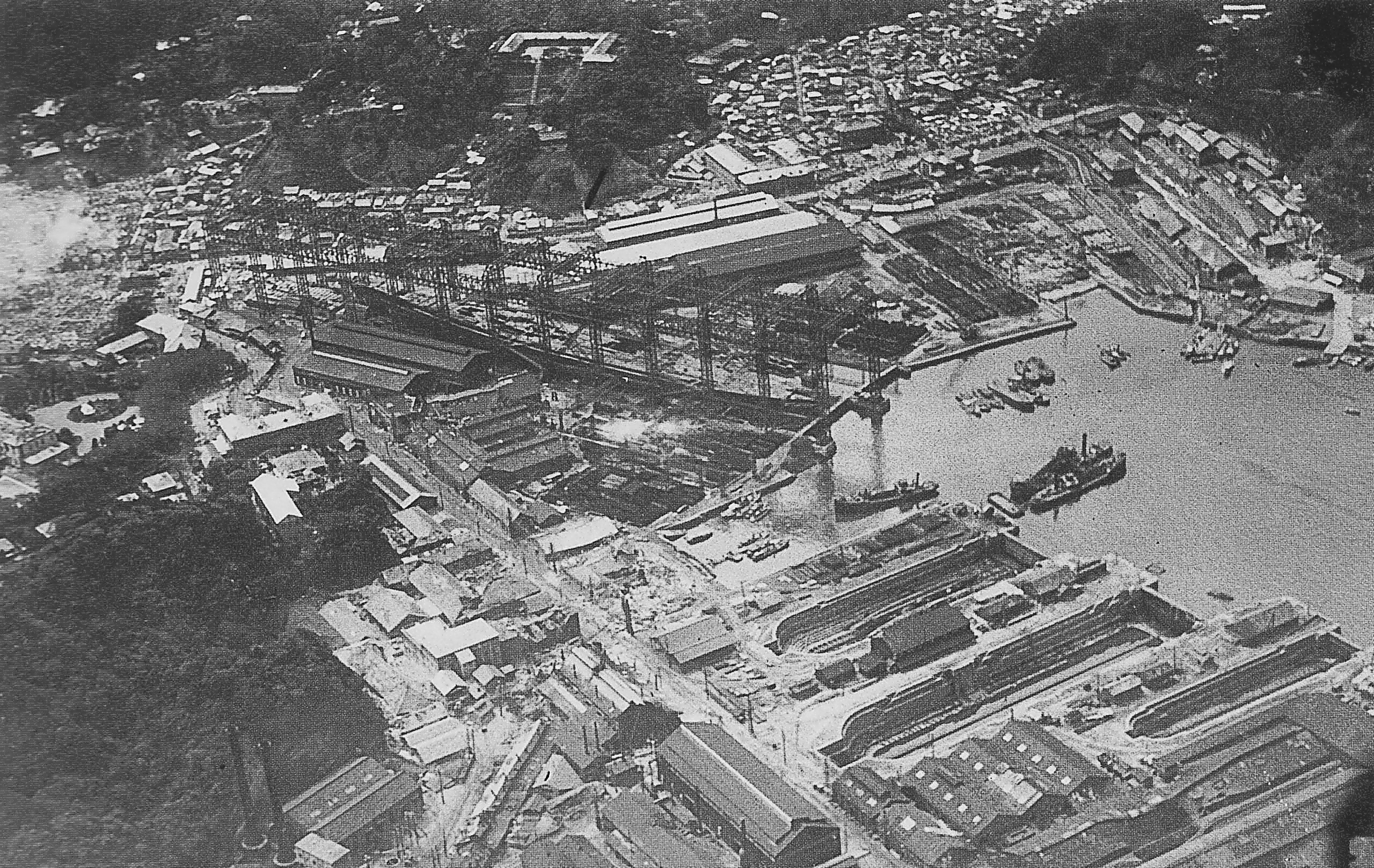
関東大震災直後の横須賀海軍工廠ガントリークレーン付近。天城が左舷（手前側）に傾き損傷している。（1923年9月3日）

天城（あまぎ）は、日本海軍の未成航空母艦。横須賀海軍工廠で天城型巡洋戦艦として起工されたが、ワシントン海軍軍縮条約にともない巡洋戦艦としての建造は中止される。
条約の規定により、航空母艦へ改装された。
だが進水前に関東大震災で損傷、廃棄された。
天城の代艦が、空母加賀である。

## 艦型
軍艦天城（あまぎ）は、八八艦隊計画における天城型巡洋戦艦として、横須賀海軍工廠で起工された。
艦艇類別等級別表では天城、赤城の順である。一般に「天城型巡洋戦艦／天城級巡洋戦艦」と呼称される。
一部資料では、赤城級巡洋戦艦の名前を使用する。
書類上は「巡洋戦艦」であるが、実態は「巡洋戦艦の速力、戦艦の火力と防御力」を備えた新世代の主力艦、すなわち高速戦艦である。
ワシントン海軍軍縮条約では、列強各国の戦艦・空母の保有数が制限された。だが建造中の戦艦を中止にする見返りとして、各国とも二隻まで建造中止になった戦艦を空母に改造することが認められ、日本では巡洋戦艦として建造中だった2隻（天城、赤城）を空母に改造することにした。
しかし、建造中の天城は関東大震災により破損して、廃棄される。
このためワシントン海軍軍縮条約で建造中止が決まっていた加賀型戦艦の「加賀」が「天城」に代わって空母に改造された。
呉海軍工廠で建造中の「赤城」は、そのまま巡洋戦艦から空母に改造された。

## 艦歴

### 艦名
天城の艦名は、静岡県伊豆半島の中央にある天城山に因んで名付けられた。
その名を持つ艦としては、明治時代の天城（スループ）に続いて二代目。天城の艦名は、太平洋戦争時の雲龍型航空母艦「天城」に引き継がれた。 
なお「天城」が空母に改装された後の艦名は「長鯨（ちょう-げい/ちゃう-げい）」の予定であったという。「長鯨」の名は、1922年（大正11年）2月15日の時点で潜水母艦「長鯨」に使用されている（天城の空母改造開始は1923年1月）。

### 建造
天城は、八八艦隊計画の前段階である八四艦隊完成案で、巡洋戦艦の1隻（第四号巡洋戦艦）として計画された。1917年(大正6年)7月20日、八四艦隊完成案の予算が公布され、その中で本艦1隻の予算は24,691,480円と説明されている。1919年（大正8年）7月17日、本年度に着手すべき巡洋戦艦2隻にそれぞれ「天城」、「赤城」の艦名が与えられる。同日付で二等巡洋艦3隻（長良、五十鈴、名取）も命名され、5隻は同時に艦艇類別等級別表に加えられた。
1919年（大正8年）11月17日、製造訓令。1920年（大正9年）12月16日、横須賀海軍工廠で起工した。戦史叢書では起工日を12月6日としている。
1922年（大正11年）、ワシントン会議の結果、列強各国はワシントン海軍軍縮条約を締結する。建造途中の八八艦隊計画艦は揃って建造中止となり、2月5日に建造中止が発令される。（「天城」の巡洋戦艦としての建造は、条約交渉の始まる前の1921年(大正10年)11月に中止したとする資料もある。）
条約では建造途中の巡洋戦艦・戦艦を航空母艦に改装することは認められていたため、巡洋戦艦としてではなく航空母艦として完成させることが決まり、天城型2番艦（赤城）とともに航空母艦へと計画が変更された。
前年の1921年（大正10年）2月17日に「翔鶴」（未成空母、後の翔鶴型航空母艦翔鶴とは別物）と命名された航空母艦が建造予定であったが、天城と赤城の空母改造とともに、この翔鶴の建造は中止された。
1923年（大正12年）1月18日、天城の空母改造工事がはじまった。
日本海軍は、建造中止となった八八艦隊の各艦から資材を流用することにした。「天城」の場合は3隻（加賀、愛宕、尾張）である。天城は横須賀海軍工廠で、赤城は呉海軍工廠で、建造と空母改造工事が進められた。
1923年（大正12年）9月1日、関東大震災が発生し、横須賀海軍工廠は被害を受ける。
巡洋戦艦「榛名」のように脱出に成功した艦もあったが、係留中の海防艦（敷島型戦艦）「三笠」は座礁して着底する。横須賀海軍工廠で建造中の潜水艦2隻は大破した。
同じく建造中の「天城」も深刻な被害を受けた。盤木が倒れ、船台上で竜骨が脱落、船体が歪む。
震災による損傷で、横須賀で建造中だった天城は空母改造に不適当と判定される。そこで、横須賀に繋留されていた廃艦予定の加賀型戦艦1番艦「加賀」を航空母艦に改造することになった。
1923年（大正12年）11月2日、「天城」の廃棄・解体が正式に決定された。11月12日、海軍省は「天城」廃艦と「加賀」の空母改造を公表し、諸外国に通達する。11月17日、本艦の解体を開始する。11月19日、巡洋戦艦「赤城」と戦艦「加賀」の艦種変更と、空母「翔鶴」（初代）の除籍が通達される。
1924年（大正13年）4月14日、天城型巡洋戦艦3隻（天城、愛宕、高雄）、加賀型戦艦2番艦「土佐」、紀伊型戦艦2隻（紀伊、尾張）の建造取り止めの令が通達される。
同日付で6隻は戦艦・巡洋戦艦のそれぞれから削除・除籍された。「天城」は7月15日に解体が完了した。
前述のように、大震災で廃艦になった「天城」の代艦として、廃棄予定（標的艦および解体予定）であった戦艦「加賀」が航空母艦に改装された。
1922年（大正11年）7月14日に神戸川崎造船所から横須賀に回航されて廃艦処分を待っていたが、天城損傷と廃艦の経緯をうけて1923年（大正12年）末から横須賀工廠で改造工事に取り掛かった。「加賀」の工事完成は1928年（昭和3年）3月31日であった。

### 解体後
日本海軍は「天城」残骸の一部を再利用する意向であり、
船体の二重底を利用して複数のポンツーンが作られることになった。
第二次世界大戦後に海軍工廠がアメリカ海軍横須賀海軍施設(U.S. Fleet Activities Yokosuka FAC3099）となってからも「10-11号バース」として引き続き使用され、原子力空母「ジョージ・ワシントン」(CVN-73)配備に伴う港湾能力拡張工事によって2007年3月に撤去されるまで長らく使用されていた。この浮き桟橋は2017年時点でもジャパン マリンユナイテッド横浜事業所磯子工場（35°23'33.6"N 139°38'11.9"E）にて引き続き使用され、2017年3月22日の同工場における護衛艦「かが」就役の際に使用したのもこの浮き桟橋であった。海上自衛隊のひゅうが以降の全通飛行甲板型DDHは全て同じである。
「天城」用に製造されていた各種部品や装備の一部は、建造中の「赤城」に使用されている。「赤城」は1925年（大正14年）4月22日に呉海軍工廠で進水したあと、艤装工事の最終段階は横須賀海軍工廠でおこなわれ、1927年（昭和2年）3月25日に空母として竣工した。
また、当時神戸川崎造船所で建造中の給糧艦「間宮」は、搭載予定の加賀型戦艦1番艦「加賀」のボイラー（罐）が届かず、進水の見込みが立たなくなっていた。
天城の廃艦により天城搭載用ボイラーが浮いたため、「間宮」に搭載することが決まった。
横須賀海軍工廠で金剛型巡洋戦艦3番艦「榛名」の第一次改造が実施される際にも、日本海軍は天城用に製造した重油専焼缶を「榛名」に流用した。

## 関連作品

### アニメ
『ストライクウィッチーズ』シリーズ
TVアニメ2期 第11話 - 第12話と劇場版に登場。作中では関東大震災が発生せず、天城は赤城型航空母艦2番艦として扶桑皇国海軍に就役している。Xbox 360用ゲーム『ストライクウィッチーズ 白銀の翼』では登場人物に「赤城そっくり」と表される。

### 漫画
『深く静かに沈没せよ！！』
大野安之の漫画作品。収録作の「忘れ得ぬ幻の航空母艦列伝!!!」に空母として登場。関東大震災が発生せず、同型艦の赤城とともに就役する。開戦後も三段式甲板と20cm砲を装備している。異常な濃霧で遭難中に米海軍の空母サラトガと遭遇し、そのまま砲戦をした後に切り込み白兵戦に突入。最終的に双方とも大破した後、天城は沈没する。

### 小説
『レッドサン ブラッククロス』
空母として登場。第三次世界大戦に同型艦の赤城とともに参加している。ジェット機を運用できる大きさに満たないため、烈風改や流星改などのレシプロ機・ターボプロップ機を搭載して対地支援に用いられる。『レッドサン ブラッククロス密書』では、関東大震災が中規模の地震だった為に横転せず進水したと推定されている。

### ゲーム
『World of Warships』
日本戦艦第一(大和)ツリーティア8戦艦として登場。
『アズールレーン』
改造前の巡洋戦艦天城と改造後の赤城型航空母艦天城として擬人化キャラクターが登場。
『蒼焔の艦隊』
巡洋戦艦天城として登場。
『War Thunder』
日本海軍大型ツリーランクVIに戦艦天城として伊勢の下に登場。